# Albert Cuypmarkt

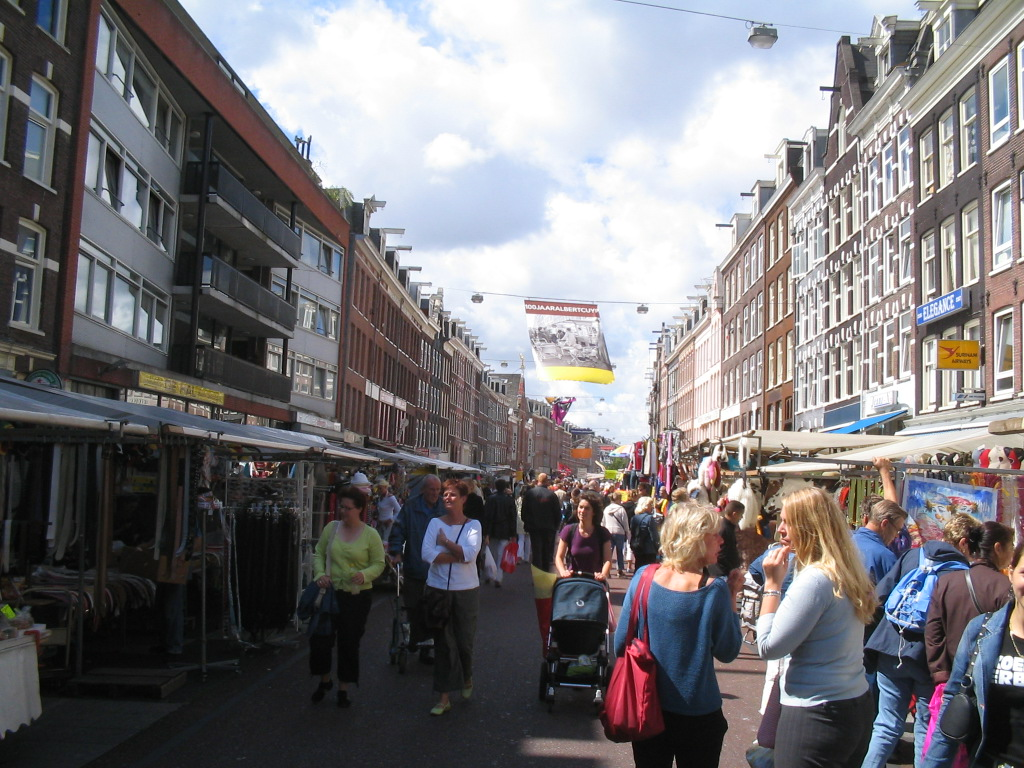
Vue du marché Albert Cuypmarkt au mois d'août 2005.

L'Albert Cuypmarkt (littéralement « Marché Albert Cuyp ») est un marché en plein air situé sur Albert Cuypstraat, qui relie Ferdinand Bolstraat et Van Woustraat dans le quartier du Pijp, à Amsterdam. Il tire son nom du peintre du Siècle d'or Albert Cuyp, en l'honneur duquel la rue sur laquelle il se situe a été nommée. 

## Description
Le marché Albert Cuyp est une destination très prisée des touristes et constitue le marché le plus fréquenté des Pays-Bas. Il est en outre situé à proximité de plusieurs points stratégiques du Pijp comme le Sarphatipark, Gerard Douplein ou Marie Heinekenplein qui concentrent de nombreux commerces de jour et de nuit. Les produits qui y sont vendus vont des fruits et légumes chez les primeurs aux produits de la mer, en passant par les vêtements, les boutiques de vélo, les produits de beauté et des équipements électroniques légers (appareils photos, etc.). Le caractère métissé du quartier du Pijp, ainsi que l'exotisme des produits vendus en font en outre un endroit très prisé des communautés surinamiennes, antillaises, turques et marocaines, mais également des populations aisées. 
Initialement, le marché consistait en une réunion de marchands de rue et de charrettes. Au début du XXe siècle, l'état du marché était devenu si chaotique qu'en 1905, la municipalité décida de mettre en place un véritable marché, qui ne devait à la base se tenir que les samedis soir. En 1912, le marché fut transformé en marché de jour, ouvert six jours par semaine. À l'origine, les rues étaient ouvertes au trafic pendant les horaires de marché, mais elles sont aujourd'hui inaccessibles aux véhicules pendant les heures d'ouverture.

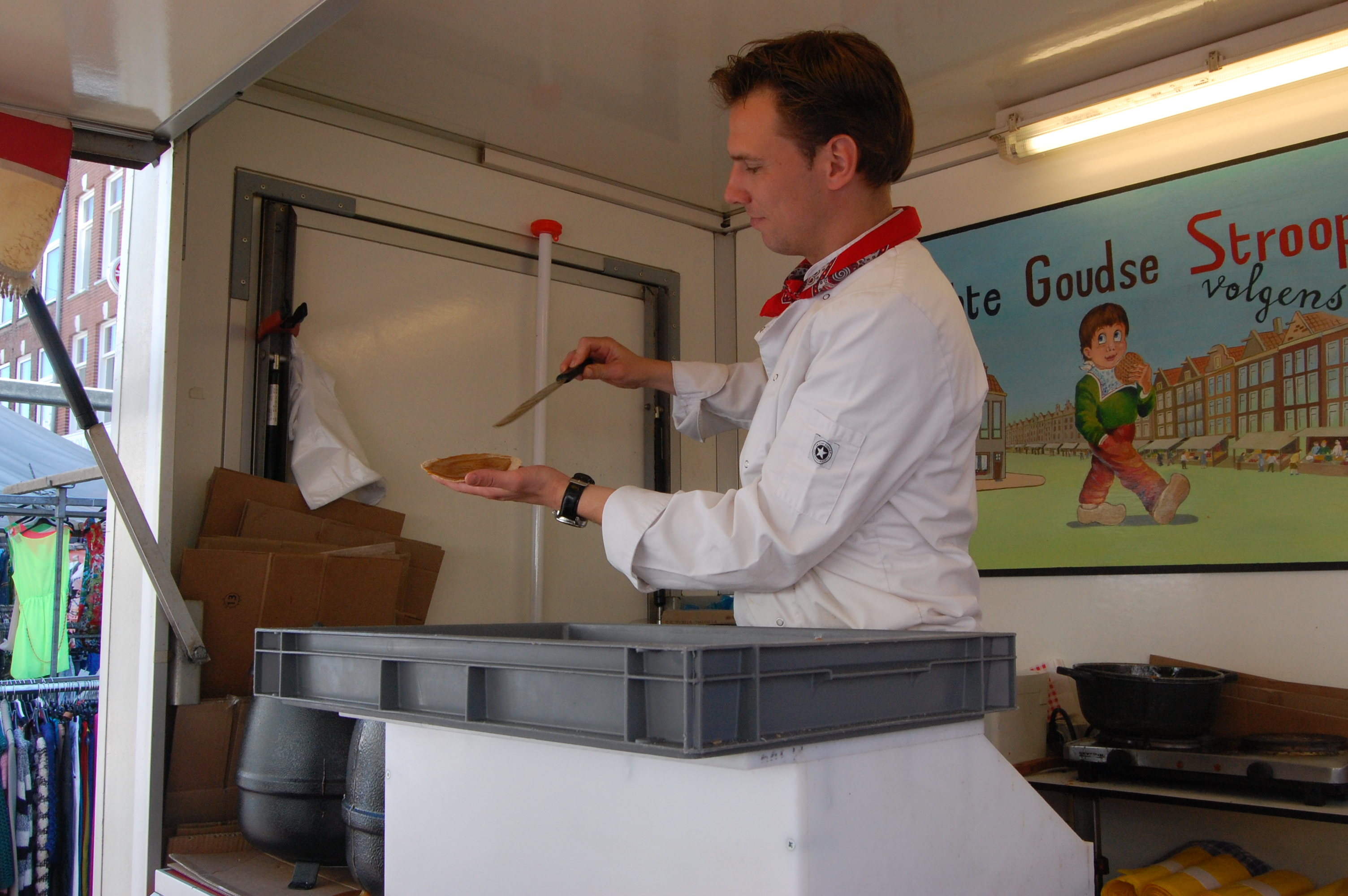
Confection de stroopwafels sur le marché.

L'un des produits phares du marché sont les stroopwafels qui y sont confectionnées.